# فيلانيوفا دي لوس إنفانتس (سيوداد ريال)
بلدية فيلانيوفا دي لوس إنفانتس (بالإسبانية: Villanueva de los Infantes)‏، هي إحدى بلديات مقاطعة سيوداد ريال إحدى مقاطعات إسبانيا، والتي تقع في منطقة قشتالة لا منتشا وسط إسبانيا.
يبلغ عدد سكانها 5.800 نسمة وفقاً لإحصائية سنة (2007).